# Pseudocrangonyx kyotonis
Pseudocrangonyx kyotonis is een vlokreeftensoort uit de familie van de Pseudocrangonyctidae. De wetenschappelijke naam van de soort is voor het eerst geldig gepubliceerd in 1922 door Akatsuka & Komai.